# Quadrangle de Niobe Planitia
Le quadrangle de Niobe Planitia (littéralement :  quadrangle de la plaine de Niobé), aussi identifié par le code USGS V-23, est une région cartographique en quadrangle sur Vénus. Elle est définie par des latitudes comprises entre 0° et 25° N et des longitudes comprises entre 90° et 120° E,. Il tire son nom de la plaine de Niobé.